# Rifugio Piani di San Lorenzo
Il rifugio Piani di San Lorenzo si trova alle falde del monte Giarolo (1.473 m) in un'area chiamata  Piani di San Lorenzo a 1101 m. di altezza raggiungibile da Cantalupo Ligure in val Borbera. 
Situato in una vasta zona pianeggiante comprendente terrazzamenti che una volta venivano coltivati, è totalmente circondato da boschi di faggi e abeti. 
Nel 2004 un incendio distrusse il rifugio che venne ricostruito e completato nel 2006.